# Gerd Loßdörfer
Gerhard „Gerd“ Loßdörfer (* 7. Oktober 1943 in Nordhausen; † 13. Juli 2023 in Mannheim) war ein deutscher Leichtathlet, der in den 1960er Jahren im 400-Meter-Hürdenlauf erfolgreich war. Er wurde am 7. August 1966 in Hannover Deutscher Meister in der deutschen Rekordzeit von 49,9 Sekunden und 1969, nach zwei Operationen an der Achillessehne, noch einmal Dritter der Deutschen Meisterschaften in dieser Disziplin. Bei den Europameisterschaften 1966 in Budapest gewann er die Silbermedaille (50,3 s). Als A-Jugendlicher stellte er einen deutschen Rekord im Jugend-Leichtathletikfünfkampf (100-Meter-Lauf, Weitsprung, Kugelstoßen, Hochsprung und 1000-Meter-Lauf) auf und löste damit Martin Lauer als Rekordhalter ab.
Loßdörfer besuchte die König-Heinrich-Schule in Fritzlar, wo er 1963 das Abitur ablegte und wo sein Vater Sport- und Biologielehrer und sein erster Trainer war, und gehörte zunächst dem Sportverein TuS Fritzlar, später dem KSV Hessen Kassel und zuletzt dem USC Heidelberg an.
Loßdörfer studierte Sportmedizin in Freiburg und Heidelberg und praktizierte danach als Orthopäde in Mannheim, wo er u. a. lange Jahre auch als Vereinsarzt des SV Waldhof Mannheim und des Mannheimer ERC tätig war.